# Moonglow
Moonglow (titre original : Moonglow) est un roman américain de Michael Chabon paru en 2016 puis traduit en français par Isabelle D. Philippe et publié par les éditions Robert Laffont en 2018. L'expression anglaise, qui signifie « rougeoiement de lune » ou « petite lune », est aussi un titre de Glenn Miller en vogue à l'époque.

## Trame narrative
Ce roman relève plutôt de la chronique familiale, voire de la saga familiale, en ce qu'il est une forme d'enquête sur le personnage du grand-père (de l'auteur), dont le nom n'est pas fourni.
Michael Chabon, né en 1963, accompagne et approfondit les confidences d'un grand-père moribond, accueilli chez sa fille, mère de l'auteur : mémoire quasi métafictionnelle, toujours susceptible de reformulation, réorganisation, et contradictions.

## Éléments d'une chronologie familiale possible
- Famille (côté grand-père) de germanophones, de Pressburg (Bratislava), avec chaîne de merceries et d'épiceries, jusqu'à la faillite. L'arrière-arrière grand-père s'appelle Abraham.
- Famille (côté grand-mère) de francophones de la région de Lille, avec tannerie familiale, abattoir, chevaux.
- 1915 : naissance du grand-père (1915-1990), fils de Sarah et Maurice.
- 1920 ? : naissance de Reynard, alias "Ray" ou "(Grand-)Oncle Ray", frère du grand-père, rabbin à 23 ans, reconverti ensuite en billard, poker et courses de chevaux.
- 1938-1940 : diplômé de droit de Harvard, puis ingénieur en génie électrique de la Drexel University College of Engineering (Philadelphie), spécialisé en systèmes de guidage inertiel de fusées.
- 1941 : chômeur, il s'engage, est versé dans le corps du génie de l'armée des États-Unis.
- 1941 : épisode de sabotage de pont, avec Orland Buck, qui le surnomme Rico.
- 1941-1947 : six années de service militaire : Will Bill Donovan recrute le grand-père et Orland Buch dans l'OSS.
- 1943 : la grand-mère accouche de la mère, est cachée dans un couvent de sœurs carmélites.
- 1944-1946 : Ardennes, Hartz, avec la "liste noire des scientifiques, techniciens et ingénieurs allemands" à récupérer, dont von Braun : Opération Paperclip, avec Alvin Augenbaugh.
  - épisode de Velligshausen : archer, curé Père Mickel, beadeau-fossoyeur Alois, relique de Saint-Dominique, confidences autour d'un télescope, fusée V2 intacte avec sa base...
  - épisode Nordhausen : Mittelwerk, Camp de concentration de Dora, fermière Frau Herzog et son fils Martin à jambe bombardée, ingénieur caché Stoltzman, grotte de sel vers Bleicherode avec au moins douze tonnes de documentation sur les V2.
- 1945-1947 : une forme d'aphasie spirituelle (p. 124).
- 1947 : prime de démobilisation et déprime.
- 1947 : transfert de la grand-mère d'un camp européen de réfugiés, vers l'Amérique.
- 1947 : le rabbin Ray organise, à la sororité d'une synagogue de Baltimore, la rencontre du grand-père et de la grand-mère (en manteau en fourrure de loutre).
- 1949-1952 : la grand-mère fait, sur la chaîne 13 de télévision, des émissions d'initiation au français, et une émission fantastique "La Crypte de Jamais-Plus", principalement sur des textes de Poe.
- 1950 : le grand-père, passionné d'espace et de fusées, boycotte toutes les missions spatiales Apollo, à cause de Von Braun.
- 1952 : il fonde avec Milton Weinblatt la "Papapsco Engineering".
- 1952 : épisode de crise de la grand-mère à Halloween (alors qu'elle doit présenter Metzengerstein. Elle se réfugie chez les sœurs.
- 1954 : mort des arrière-grands parents (Sarah/Sally et Maurice).
- 1954 : fondation de la société MRX.
- 1957 : la grand-mère fait brûler le noyer avec la cabane dans les branches.
- 1957 : le grand-père est condamné à 20 mois d'incarcération à Wallkill Correctional Facility (en), peine réduite à 13 mois.
- 1957 : la mère est confiée à Oncle Ray, qui habite chez Mrs Einstein, à Baltimore.
- 1958 : visite à l'hôpital où vit la grand-mère : théâtre étrange, Mrs Outcault, Dr Leo Medved (?-1979), Me Casamonaca.
- 1960 : naissance de l'auteur, relation privilégiée avec ces grands-parents, à la suite des défections de la mère et/ou du père.
- 1965-1975 : la grand-mère francophone est une exceptionnelle fée/sorcière, connaît la poésie française, lui apprend à jouer avec des cartes à conter.
- 1972 : père médecin de l'équipe des "Washington Senators", recruté par Ray pour une chaîne de clubs de billards "Gatsby's", rpomis à débâcle par la mafia.
- 1975 : mort de la grand-mère.
- 1977 : le grand-père rencontre enfin Wernher von Braun, et par la suite est embauché par la NASA pour fabriquer des maquettes de navette spatiale (1977-1990).
- 1980 ? : congrégation Beth Israel, rabbin Lance Templer.
- 1980 ? : le grand-père est reconnu par Sandra Gladfelter, de la NASA.
- 1988 ? : Montana Village (Californie), résidence fermée, rencontre de Sally Sichel, veuve de Leslie Port, et dont le chat a disparu, dans une chasse au serpent (python) à la machette.
- 1990 : à la suite de gros ennuis de santé, la mère recueille le grand-père à Oakland.
- 1991 ? : la mère apporte au narrateur-auteur (à Berkeley (Californie)) trois vieilles caisses d'alcools du grand-père, avec des souvenirs dont des chevaux de bois sculptés (d'avant 1952).

## Personnages
- le grand-père, taiseux, capable de faire les 400 coups, et de coups de folie,
- la grand-mère, fée/sorcière, persécutée par "le cheval écorché", façon Bottom du Le Songe d'une nuit d'été (pp. 69-113-114-397-438),
- le grand-oncle, Reynaard, Ray,
- la mère, prise par l'alcool, et sans doute des visions,
- le père : père déficient, homme d'affaires incapable, escroc gravement incompétent, apparemment très bon médecin (p. 438),
- Wernher von Braun (1912-1977).

## Accueil
- 2017 Jewish Book Council JBC Modern Literary Achievement (citation: "For his general contribution to modern Jewish literature, including his most recent work, Moonglow, described by Jewish Book Council’s committee as “a moving panorama of Jewish experience. Chabon serves up his colossal tale of darkness and light in fabulous language, as befits this modern fable.”)[1]
- 2017 National Book Critics Circle Award : finaliste, catégorie  Fiction
- 2017 California Book Awards Gold Prize
- 2018 International IMPAC Dublin Literary Award : liste longue

Les recensions francophones sont plus rares.